# Artik
Artik – miasto w Armenii, u podnóża masywu górskiego Aragac; ośrodek administracyjny prowincji Szirak. Według danych szacunkowych na rok 2022 liczy 17 600 mieszkańców. Ośrodek wydobycia i obróbki różowego tufu; zakłady elektrotechniczne, dziewiarskie.